# Dom Akademicki „Ołówek” we Wrocławiu
Dom Akademicki „Ołówek” we Wrocławiu – modernistyczny budynek należący do Uniwersytetu Wrocławskiego. Znajduje się na pl. Grunwaldzkim 30 we Wrocławiu. Wybudowany w 1989 roku.
Budynek mierzy 70 metrów wysokości i liczy 19 kondygnacji. W budynku mieści się 236 pokoi. W samym akademiku znajduje się klub, bufet, miejsce do nauki i sala TV. 
Dom został zbudowany wraz z sąsiadującą „Kredką” i podobnie jak ona jest akademikiem koedukacyjnym. Architektami kompleksu byli Krystyna i Marian Barscy. W 1992 roku „Kredka” i „Ołówek” zdobyły Nagrodę II stopnia Ministra Budownictwa i Gospodarki Przestrzennej.